# Scorzalita
La scorzalita és un mineral de la classe dels fosfats que pertany al grup de la latzulita. Rep el seu nom del mineralogista brasiler Evaristo Penna Scorza (1899-1969).

## Característiques
La scorzalita és un fosfat de fórmula química Fe²⁺Al₂(PO₄)₂(OH)₂. Cristal·litza en el sistema monoclínic tot i que generalment es troba de manera massiva, sent rars els cristalls dipiramidals. La seva duresa a l'escala de Mohs és 6. Es tracta d'una espècie vàlida per l'Associació Mineralògica Internacional publicada el 1949, deu anys abans de la fundació d'aquesta entitat.
Segons la classificació de Nickel-Strunz pertany a «08.BA: Fosfats, etc. amb anions addicionals, sense H₂O, només amb cations de mida mitjana, (OH, etc.):RO₄ sobre 1:1» juntament amb els següents minerals: ambligonita, montebrasita, tavorita, triplita, zwieselita, sarkinita, triploidita, wagnerita, wolfeïta, stanĕkita, joosteïta, hidroxilwagnerita, arsenowagnerita, holtedahlita, satterlyita, althausita, adamita, eveïta, libethenita, olivenita, zincolibethenita, zincolivenita, auriacusita, paradamita, tarbuttita, barbosalita, hentschelita, latzulita, wilhelmkleinita, trol·leïta, namibita, fosfoel·lenbergerita, urusovita, theoparacelsita, turanita, stoiberita, fingerita, averievita, lipscombita, richel·lita i zinclipscombita.

## Formació i jaciments
Va ser descoberta a la mina Córrego Frio, situada a la localitat de Linópolis, a Divino das Laranjeiras (Minas Gerais, Brasil), on es troba generalment en forma de masses massives de color blau fosc barrejades amb souzalita. Als territoris de parla catalana ha estat descrita tan sols al Cap de Creus, a l'Alt Empordà.